# Paolo Buzzi
(da Zingari)
(da Sera d'uragano)
(da Primi lampioni)
Paolo Buzzi (Milano, 15 febbraio 1874 – Milano, 18 febbraio 1956) è stato un poeta e scrittore italiano di impronta futurista.

## Biografia
Figlio di Angelo e Camilla Riva, donna di antichissima e nobile famiglia galbiatese (nipote del Nob. Don Ing. Cesare Riva Finoli), dopo essersi laureato in Legge ha lavorato per tutta la vita presso l'Amministrazione Provinciale di Milano occupandosi attivamente dei molti problemi sociali del momento, come quello della pellagra.

### Il periodo di apprendistato
Ricco di interessi letterari iniziò presto l'attività di scrittore con una commedia nel 1886 e con un libretto d'opera (Crevalcore, per Anna Radius Zuccari, alias Neera) nel 1907. Si cimentò con una raccolta di poesie dialettali dal titolo Cuna voeuia ("Culla vuota") e concluse con le liriche Rapsodie leopardiane questo suo primo periodo di noviziato.

### Il periodo avanguardistico
Dopo aver conosciuto Marinetti, il giovane poeta aderì con entusiasmo al movimento futurista che era sorto da poco e nel 1905 fu tra coloro che contribuirono a fondare la rivista "Poesia". Per "Poesia" , che aveva indetto il primo concorso letterario, scrisse un lungo poema in prosa, dal titolo "L'esilio", che gli valse la vittoria. Il poema venne poi dato alla stampa nel 1906.

### Nel futurismo
Firmò tra i primi il Manifesto del movimento futurista, che uscì a Parigi nel 1909, sottoscrisse il ripudio di Venezia passatista nel marinettiano Uccidiamo il chiaro di luna.
"Aeroplani" sarà la sua prima opera di versi di stampo futurista e verrà pubblicata a Milano da Edizioni di "Poesia" nel 1909. Nel 1912, nell'antologia "I poeti futuristi", il poeta pubblicò molte sue poesie oltre ad un saggio sul verso libero. Seguirà, nel 1915, il romanzo "L'ellisse e la spirale. Film + parole in libertà", dai contenuti fantascientifici e dalle tecniche sperimentali (l'ultima sezione del testo è costituita da tavole parolibere, per la prima volta usate all'interno di un romanzo).
Negli anni successivi Buzzi compose "Conflagrazione" (Epopea parolibera, 1915-1918), un vero e proprio diario della prima guerra mondiale in parole in libertà, con un uso frequente di collages. L'opera rimase inedita e fu pubblicata postuma soltanto nel 1963.
Accanto all'attività artistica, aderì anche al programma politico che l'avanguardia veniva elaborando: collaborò alla fondazione di "Roma futurista", alla formazione dei Fasci politici futuristi, che si trasformarono ben presto nei Fasci di combattimento mussoliniano, dei quali Buzzi fu responsabile per la sezione milanese.
Tra i libri di poesia sono da ricordare il "Bel canto" del 1916, "Popolo, canta così!" del 1920, "Poema dei quarantanni" del 1922, "Canti per le chiese vuote" del 1930. Buzzi per il fascismo, scrisse la prefazione per Il volto della rivoluzione, un'opera composta da 4 volumi di storia e dottrina del fascismo di Alfredo Acito (Milano, G. Morreale, 1930).

### Il ritorno ai modelli tradizionali
Le opere che seguiranno, pur mantenendo alcune caratteristiche del modello futurista, sembrano ispirate a modelli più tradizionali e moderati. Ne Il poema di radioonde del 1941, ispirato a un viaggio nel nord, le poesie alternano motivi carducciani e dannunziani.
Fu decorato della medaglia d'oro dei benemeriti della Pubblica Istruzione.

## Poetica
La posizione di Buzzi tra i poeti della prima fase futurista è più letteraria ed eclettica, priva pertanto di esagerazione e contaminazione.

### Le capacità formali e costruttive
Formatosi sui classici si dimostra presto poeta di notevoli capacità formali e costruttive consolidate senza dubbio dalla assidua frequentazione della musica.

### Il retroterra della scapigliatura
Estremamente legato alla tradizione culturale milanese, sensibile ai problemi civili e democratici, Buzzi si aggancia alla scapigliatura come si rileva dalla lettura del testo tardo-scapigliato contenuto nei "Poeti futuristi" dal titolo "La donna della corazza d'acciaio".

### Il verso libero
Aderendo al futurismo e accogliendo come preferito il verso libero, Buzzi poté esprimere senza limitazioni quella "incontinenza verbale", come dice il Mengaldo, che appartiene ai bravi narratori e ai cantastorie di fatti popolari. 
L'ampissima produzione letteraria di Buzzi comprende, oltre alle poesie, opere di teatro e di narrativa, saggi e traduzioni.

## Opere
Una cospicua parte dell'opera di Paolo Buzzi è ancora inedita e mancano studi di critica approfonditi.

### Poesia
- Cuna voeuia, Milano 1891
- Rapsodie leopardiane, Galli e Raimondi, Milano 1898
- Il carme di re Umberto, Treves, Milano 1901
- Aeroplani. Canti alati, Edizioni di "Poesia", Milano 1909
- Versi liberi, Treves, Milano 1913
- Bel canto, Studio editoriale lombardo, Milano 1916
- Carmi degli augusti e dei consolari, Vitagliano, Milano 1919
- Il poema di Garibaldi, Istituto editoriale italiano, Milano 1920
- Popolo, canta così! Canzoni d'arti e mestieri del popolo italiano, Facchi, Milano 1920
- Poema dei quarantanni, Edizioni di "Poesia", Milano 1922
- Canti per le chiese vuote, Campitelli, Foligno 1930
- Echi del labirinto, Alpes, Milano 1931
- Il canto quotidiano, La prora, Milano 1933
- Poema di radio-onde, Vallecchi, Firenze 1940
- Atomiche, Gastaldi, Milano 1950
- Selecta 1898-1954. Poesie e prose edite e inedite, premessa di Francesco Flora, Impronta, Torino 1955
- Il flauto inaudibile, Intelisano, Milano 1956
- Poesie scelte, a cura di Emilio Mariano, Ceschina, Milano 1961
- Aeroplani, Canti alati col II Proclama futurista di F.T. Marinetti, prefazione di Giampaolo Pignatari, Lampi di Stampa, Milano 2009

### Narrativa
- L'esilio. Poema in prosa, Edizioni di "Poesia", Milano 1906
- L'ellisse e la spirale, Edizioni di "Poesia", Milano 1915
- Il bel cadavere, Facchi, Milano 1919
- La luminaria azzurra. Romanzo dal fronte interno, Vallecchi, Firenze 1919
- La danza della jena, Vitagliano, Milano 1920
- Perchè non ami come tutti?, Facchi, Milano 1920
- Cavalcata delle vertigini, Campitelli, Foligno 1924; Excelsior 1881, Milano 2009
- Gigi di purità. Romanzo mistico-lirico, Campitelli, Foligno 1927
- Le dannazioni, Campitelli, Foligno 1930
- La provincia nell'ordinamento degli enti autarchici, Sonzogno, Milano 1930
- Avventure dei meridiani e dei paralleli, Morreale, Milano 1931
- Le beatitudini, Campitelli, Roma 1933
- Avventure dei solstizi e degli equinozi, Morreale, Milano 1934
- Nostra signora degli abissi, La prora, Milano 1935
- Elica ad est, Macchia, Roma 1936

### Teatro
- Sei sintesi sceniche, Istituto editoriale italiano, Milano 1917
- Teatro sintetico. Diciotto sintesi teatrali futuriste, a cura di Giorgio Baroni, Biblioteca comunale, Milano 1988

### Traduzioni
- Charles Baudelaire, I fiori del male, traduzione in versi liberi di Paolo Buzzi, Istituto Editoriale Italiano, Milano 1917
- Apicio, De Re Coquinaria Libri. Manuale di gastronomia, versione di Paolo Buzzi, Notari, Milano 1930; Garzanti, Milano 1946
- Maurice Nadeau, Antologia del surrealismo, traduzione di Paolo Buzzi, Macchia, Roma 1948